# Scaptodrosophila zebrina
Scaptodrosophila zebrina är en tvåvingeart som först beskrevs av Mario Bezzi 1928.  Scaptodrosophila zebrina ingår i släktet Scaptodrosophila och familjen daggflugor.
Artens utbredningsområde är Fiji. Inga underarter finns listade i Catalogue of Life.